# Хосні Абд Рабо
Хосні Абд Рабо Абдул Мутталіб Ібрагім (араб. حسني عبد ربه عبد المطلب إبراهيم, нар. 1 листопада 1984, Ісмаїлія) — єгипетський футболіст, що грав на позиції півзахисника, зокрема за клуб «Ісмайлі» та національну збірну Єгипту, у складі якої провів понад 100 матчів і став дворазовим володарем Кубка африканських націй. 

## Клубна кар'єра
Народився 1 листопада 1984 року в місті Ісмаїлія. Вихованець футбольної школи місцевого «Ісмайлі». Дорослу футбольну кар'єру розпочав 2001 року в основній команді того ж клубу, в якій провів чотири сезони, взявши участь у 58 матчах чемпіонату.
Згодом провів сезон 2005/06 у французькому «Страсбурі», де мов регулярний ігровий час, утім по завершенні сезону повернувся до «Ісмайлі».
Залишався гравцем рідного клубу до заершення кар'єри у 2019, утім наприкінці 2000-х встиг пограти в оренді за еміратський «Аль-Аглі» (Дубай), а на початку 2010-х також як орендований гравець захищав кольори саудівських «Аль-Іттіхада» та «Аль-Насра» (Ер-Ріяд).

## Виступи за збірні
2003 року залучався до складу молодіжної збірної Єгипту. На молодіжному рівні зіграв у 10 офіційних матчах.
2004 року дебютував в офіційних матчах у складі національної збірної Єгипту.
У складі збірної був учасником Кубка африканських націй 2008 року в Гані, де у першій же грі відзначився «дублем» у ворота Камеруну, згодом також забивав у ворота Судану на груповому етапі та Анголі у чвертьфіналі. Врешті-решт Єгипет став переможцем континентальної першості, а самого півзахисника було обрано найкращим гравцем турніру.
Згодом був учасником розіграшу Кубка конфедерацій 2009 року, а наступного року допоміг національній команді захистити титул континентальних чемпіонів на Кубку африканських націй 2010 в Анголі.
30 серпня 2014 року провів свою ювілейну, соту гру за збірну Єигпту, а за десять днів взяв участь у своєму останньому офіційному матчі у формі національної команди. Загалом протягом кар'єри в ній забив 16 голів у 101 грі.
| Дата       | Місто               | Господарі                        | Результат               | Гості                            | Турнір                                      | Голи | Примітки |
| ---------- | ------------------- | -------------------------------- | ----------------------- | -------------------------------- | ------------------------------------------- | ---- | -------- |
| 31-3-2004  | Каїр                | Єгипет                           | 2 – 1                   | Тринідад і Тобаго                | товариський матч                            | -    | 55'      |
| 24-5-2004  | Каїр                | Єгипет                           | 2 – 0                   | Зімбабве                         | товариський матч                            | -    | 73'      |
| 29-5-2004  | Асуан               | Єгипет                           | 2 – 0                   | Габон                            | товариський матч                            | -    | 60'      |
| 6-6-2004   | Омдурман            | Судан                            | 0 – 3                   | Єгипет                           | Відбір до ЧС 2006                           | -    | 57' 70'  |
| 20-6-2004  | Александрія         | Єгипет                           | 1 – 2                   | Кот-д'Івуар                      | Відбір до ЧС 2006                           | -    |          |
| 5-9-2004   | Абіджан             | Єгипет                           | 3 – 2                   | Камерун                          | Відбір до ЧС 2006                           | -    |          |
| 8-10-2004  | Триполі             | Лівія                            | 2 – 1                   | Єгипет                           | Відбір до ЧС 2006                           | -    |          |
| 29-11-2004 | Каїр                | Єгипет                           | 1 – 1                   | Болгарія                         | товариський матч                            | -    |          |
| 8-1-2005   | Каїр                | Єгипет                           | 3 – 0                   | Уганда                           | товариський матч                            | -    |          |
| 4-2-2005   | Сеул                | Південна Корея                   | 0 – 1                   | Єгипет                           | товариський матч                            | -    |          |
| 9-2-2005   | Каїр                | Єгипет                           | 4 – 0                   | Бельгія                          | товариський матч                            | -    |          |
| 27-3-2005  | Каїр                | Єгипет                           | 4 – 1                   | Лівія                            | Відбір до ЧС 2006                           | -    |          |
| 27-5-2005  | Ель-Кувейт          | Кувейт                           | 0 – 1                   | Єгипет                           | товариський матч                            | -    |          |
| 5-6-2005   | Каїр                | Єгипет                           | 6 – 1                   | Судан                            | Відбір до ЧС 2006                           | -    |          |
| 19-6-2005  | Абіджан             | Кот-д'Івуар                      | 2 – 0                   | Єгипет                           | Відбір до ЧС 2006                           | -    |          |
| 31-7-2005  | Женева              | Єгипет                           | 0 – 0 д.ч. (5 – 4 п.п.) | ОАЕ                              | товариський матч                            | -    |          |
| 17-8-2005  | Понта-Делгада       | Португалія                       | 2 – 0                   | Єгипет                           | товариський матч                            | -    |          |
| 4-9-2005   | Каїр                | Єгипет                           | 4 – 1                   | Бенін                            | Відбір до ЧС 2006                           | -    |          |
| 8-10-2005  | Яунде               | Камерун                          | 1 – 1                   | Єгипет                           | Відбір до ЧС 2006                           | -    |          |
| 16-11-2005 | Каїр                | Єгипет                           | 1 – 2                   | Туніс                            | товариський матч                            | -    |          |
| 3-6-2006   | Ельче               | Іспанія                          | 2 – 0                   | Єгипет                           | товариський матч                            | -    |          |
| 2-9-2006   | Каїр                | Єгипет                           | 4 – 1                   | Бурунді                          | Відбір до Кубка африканських націй 2008     | 1    |          |
| 7-10-2006  | Габороне            | Ботсвана                         | 0 – 0                   | Єгипет                           | Відбір до Кубка африканських націй 2008     | -    | 66'      |
| 15-11-2006 | Брентфорд           | Єгипет                           | 1 – 0                   | ПАР                              | товариський матч                            | -    |          |
| 7-2-2007   | Каїр                | Єгипет                           | 2 – 0                   | Швеція                           | товариський матч                            | -    |          |
| 25-3-2007  | Каїр                | Єгипет                           | 3 – 0                   | Мавританія                       | Відбір до Кубка африканських націй 2008     | -    |          |
| 3-6-2007   | Нуакшот             | Мавританія                       | 1 – 1                   | Єгипет                           | Відбір до Кубка африканських націй 2008     | -    |          |
| 12-6-2007  | Ель-Кувейт          | Кувейт                           | 1 – 1                   | Єгипет                           | товариський матч                            | -    |          |
| 22-8-2007  | Париж               | Кот-д'Івуар                      | 0 – 0                   | Єгипет                           | товариський матч                            | -    | 83'      |
| 9-9-2007   | Бужумбура           | Бурунді                          | 0 – 0                   | Єгипет                           | Відбір до Кубка африканських націй 2008     | -    | 85'      |
| 13-10-2007 | Каїр                | Єгипет                           | 1 – 0                   | Ботсвана                         | Відбір до Кубка африканських націй 2008     | -    |          |
| 17-10-2007 | Осака               | Японія                           | 4 – 1                   | Єгипет                           | товариський матч                            | -    |          |
| 21-11-2007 | Порт-Саїд           | Єгипет                           | 0 – 0                   | Лівія                            | товариський матч                            | -    | ЖК       |
| 25-11-2007 | Каїр                | Єгипет                           | 2 – 1                   | Саудівська Аравія                | товариський матч                            | -    |          |
| 5-1-2008   | Каїр                | Єгипет                           | 3 – 0                   | Намібія                          | товариський матч                            | -    |          |
| 10-1-2008  | Абу-Дабі            | Єгипет                           | 1 – 0                   | Малі                             | товариський матч                            | 1    |          |
| 13-1-2008  | Алверка-ду-Рібатежу | Ангола                           | 3 – 3                   | Єгипет                           | товариський матч                            | -    | 90'      |
| 22-1-2008  | Кумасі              | Єгипет                           | 4 – 2                   | Камерун                          | Кубок африканських націй 2008 - 1-й етап    | 2    |          |
| 26-1-2008  | Кумасі              | Єгипет                           | 3 – 0                   | Судан                            | Кубок африканських націй 2008 - 1-й етап    | 1    |          |
| 30-1-2008  | Тамале (місто)      | Єгипет                           | 1 – 1                   | Замбія                           | Кубок африканських націй 2008 - 1-й етап    | -    |          |
| 4-2-2008   | Кумасі              | Єгипет                           | 2 – 1                   | Ангола                           | Кубок африканських націй 2008 - чвертьфінал | 1    |          |
| 7-2-2008   | Секонді-Такораді    | Кот-д'Івуар                      | 1 – 4                   | Єгипет                           | Кубок африканських націй 2008 - півфінал    | -    |          |
| 10-2-2008  | Аккра               | Камерун                          | 0 – 1                   | Єгипет                           | Кубок африканських націй 2008 - Фінал       | -    |          |
| 26-3-2008  | Каїр                | Єгипет                           | 0 – 2                   | Аргентина                        | товариський матч                            | -    |          |
| 1-6-2008   | Каїр                | Єгипет                           | 2 – 1                   | ДР Конго                         | Відбір до ЧС 2010                           | -    |          |
| 6-6-2008   | Джибуті             | Джибуті                          | 0 – 4                   | Єгипет                           | Відбір до ЧС 2010                           | 1    |          |
| 14-6-2008  | Блантайр            | Малаві                           | 1 – 0                   | Єгипет                           | Відбір до ЧС 2010                           | -    |          |
| 22-6-2008  | Каїр                | Єгипет                           | 2 – 0                   | Малаві                           | Відбір до ЧС 2010                           | -    |          |
| 20-8-2008  | Хартум              | Судан                            | 4 – 0                   | Єгипет                           | товариський матч                            | -    | 64'      |
| 7-9-2008   | Кіншаса             | ДР Конго                         | 0 – 1                   | Єгипет                           | Відбір до ЧС 2010                           | -    |          |
| 12-10-2008 | Каїр                | Єгипет                           | 4 – 0                   | Джибуті                          | Відбір до ЧС 2010                           | -    |          |
| 19-11-2008 | Каїр                | Єгипет                           | 5 – 1                   | Бенін                            | товариський матч                            | 1    |          |
| 11-2-2009  | Каїр                | Єгипет                           | 2 – 2                   | Гана                             | товариський матч                            | -    | 59'      |
| 29-3-2009  | Каїр                | Єгипет                           | 1 – 1                   | Замбія                           | Відбір до ЧС 2010                           | -    | 72'      |
| 30-5-2009  | Маскат              | Оман                             | 0 – 1                   | Єгипет                           | товариський матч                            | -    |          |
| 7-6-2009   | Бліда               | Алжир                            | 3 – 1                   | Єгипет                           | Відбір до ЧС 2010                           | -    |          |
| 15-6-2009  | Блумфонтейн         | Бразилія                         | 4 – 3                   | Єгипет                           | Кубок Конфедерацій                          | -    | 75'      |
| 18-6-2009  | Йоганнесбург        | Єгипет                           | 1 – 0                   | Італія                           | Кубок Конфедерацій                          | -    |          |
| 21-6-2009  | Рустенбург          | Єгипет                           | 0 – 3                   | США                              | Кубок Конфедерацій                          | -    |          |
| 5-7-2009   | Каїр                | Єгипет                           | 3 – 0                   | Руанда                           | Відбір до ЧС 2010                           | 1    |          |
| 12-8-2009  | Каїр                | Єгипет                           | 3 – 3                   | Гвінея                           | товариський матч                            | 2    | 73'      |
| 5-9-2009   | Кігалі              | Руанда                           | 0 – 1                   | Єгипет                           | Відбір до ЧС 2010                           | -    |          |
| 10-10-2009 | Чилілабомбве        | Замбія                           | 0 – 1                   | Єгипет                           | Відбір до ЧС 2010                           | 1    |          |
| 18-11-2009 | Омдурман            | Алжир                            | 1 – 0                   | Єгипет                           | Відбір до ЧС 2010                           | -    | 46' 62'  |
| 29-12-2009 | Каїр                | Єгипет                           | 1 – 1                   | Малаві                           | товариський матч                            | 1    | 46'      |
| 4-1-2010   | Дубай               | Єгипет                           | 1 – 0                   | Малі                             | товариський матч                            | -    |          |
| 12-1-2010  | Бенгела             | Єгипет                           | 3 – 1                   | Нігерія                          | Кубок африканських націй 2010 - 1-й етап    | -    | 72'      |
| 16-1-2010  | Бенгела             | Єгипет                           | 2 – 0                   | Мозамбік                         | Кубок африканських націй 2010 - 1-й етап    | -    |          |
| 20-1-2010  | Бенгела             | Єгипет                           | 2 – 0                   | Бенін                            | Кубок африканських націй 2010 - 1-й етап    | -    |          |
| 25-1-2010  | Бенгела             | Єгипет                           | 3 – 1 д.ч.              | Камерун                          | Кубок африканських націй 2010 - чвертьфінал | -    | 20' 85'  |
| 28-1-2010  | Бенгела             | Алжир                            | 0 – 4                   | Єгипет                           | Кубок африканських націй 2010 - півфінал    | 1    |          |
| 31-1-2010  | Луанда              | Гана                             | 0 – 1                   | Єгипет                           | Кубок африканських націй 2010 - Фінал       | -    |          |
| 3-3-2010   | Лондон              | Англія                           | 3 – 1                   | Єгипет                           | товариський матч                            | -    |          |
| 5-1-2011   | Каїр                | Єгипет                           | 5 – 1                   | Танзанія                         | товариський матч                            | -    | 37'      |
| 8-1-2011   | Каїр                | Єгипет                           | 1 – 0                   | Уганда                           | товариський матч                            | -    | 81'      |
| 11-1-2011  | Ісмаїлія            | Єгипет                           | 3 – 0                   | Бурунді                          | товариський матч                            | -    | 46'      |
| 14-1-2011  | Каїр                | Єгипет                           | 5 – 1                   | Кенія                            | товариський матч                            | -    | 51'      |
| 17-1-2011  | Каїр                | Єгипет                           | 3 – 1                   | Уганда                           | товариський матч                            | -    | 46'      |
| 26-3-2011  | Йоганнесбург        | ПАР                              | 1 – 0                   | Єгипет                           | Відбір до Кубка африканських націй 2012     | -    | 60'      |
| 5-6-2011   | Каїр                | Єгипет                           | 0 – 0                   | ПАР                              | Відбір до Кубка африканських націй 2012     | -    |          |
| 14-11-2011 | Доха                | Бразилія                         | 2 – 0                   | Єгипет                           | товариський матч                            | -    | 73'      |
| 27-2-2012  | Доха                | Єгипет                           | 5 – 0                   | Кенія                            | товариський матч                            | -    | 63'      |
| 29-2-2012  | Доха                | Єгипет                           | 1 – 0                   | Нігер                            | товариський матч                            | 1    |          |
| 1-6-2012   | Александрія         | Єгипет                           | 2 – 0                   | Мозамбік                         | Відбір до ЧС 2014                           | -    | 79'      |
| 10-6-2012  | Конакрі             | Гвінея                           | 2 – 3                   | Єгипет                           | Відбір до ЧС 2014                           | -    | 18'      |
| 15-6-2012  | Александрія         | Єгипет                           | 2 – 3                   | Центральноафриканська Республіка | Відбір до Кубка африканських націй 2013     | -    |          |
| 30-6-2012  | Бангі               | Центральноафриканська Республіка | 1 – 1                   | Єгипет                           | Відбір до Кубка африканських націй 2013     | -    |          |
| 15-8-2012  | Салала              | Оман                             | 1 – 1                   | Єгипет                           | товариський матч                            | -    |          |
| 12-10-2012 | Дубай               | Єгипет                           | 3 – 0                   | Республіка Конго                 | товариський матч                            | -    | 78'      |
| 16-10-2012 | Абу-Дабі            | Єгипет                           | 0 – 1                   | Туніс                            | товариський матч                            | -    | 71'      |
| 14-11-2012 | Тбілісі             | Грузія                           | 0 – 0                   | Єгипет                           | товариський матч                            | -    |          |
| 6-2-2013   | Мадрид              | Чилі                             | 2 – 1                   | Єгипет                           | товариський матч                            | -    | 56' 80'  |
| 22-3-2013  | Александрія         | Єгипет                           | 10 – 0                  | Есватіні                         | товариський матч                            | -    | 46'      |
| 26-3-2013  | Александрія         | Єгипет                           | 2 – 1                   | Зімбабве                         | Відбір до ЧС 2014                           | 1    |          |
| 30-9-2013  | Каїр                | Єгипет                           | 2 – 0                   | Уганда                           | товариський матч                            | -    | 72'      |
| 14-11-2013 | Каїр                | Єгипет                           | 2 – 0                   | Замбія                           | товариський матч                            | -    |          |
| 19-11-2013 | Каїр                | Єгипет                           | 2 – 1                   | Гана                             | Відбір до ЧС 2014                           | -    | 56'      |
| 30-5-2014  | Сантьяго            | Чилі                             | 3 – 2                   | Єгипет                           | товариський матч                            | -    | 68'      |
| 4-6-2014   | Лондон              | Ямайка                           | 2 – 2                   | Єгипет                           | товариський матч                            | -    | 64'      |
| 30-8-2014  | Асуан               | Єгипет                           | 1 – 0                   | Кенія                            | товариський матч                            | -    |          |
| 10-9-2014  | Каїр                | Єгипет                           | 0 – 1                   | Туніс                            | Відбір до Кубка африканських націй 2015     | -    | 37'      |
| Усього     |                     | Матчів                           | 101                     |                                  | Голів                                       | 16   |          |

## Титули і досягнення

### Командні
- Чемпіон Єгипту (1):

«Ісмайлі»: 2001-2002
- Володар Суперкубка ОАЕ (1):

«Аль-Аглі» (Дубай): 2008
- Чемпіон ОАЕ (1):

«Аль-Аглі» (Дубай): 2008-2009

### Збірні
- Чемпіон Африки (U-20): 2003
- Володар Кубка африканських націй (2): 2008, 2010

### Особисті
- Найкращий єгипетський футболіст року (1):

2007
- Найкращий гравець Кубка африканських націй (1):

2008